# Vilhjálmur Árnason (Politiker)

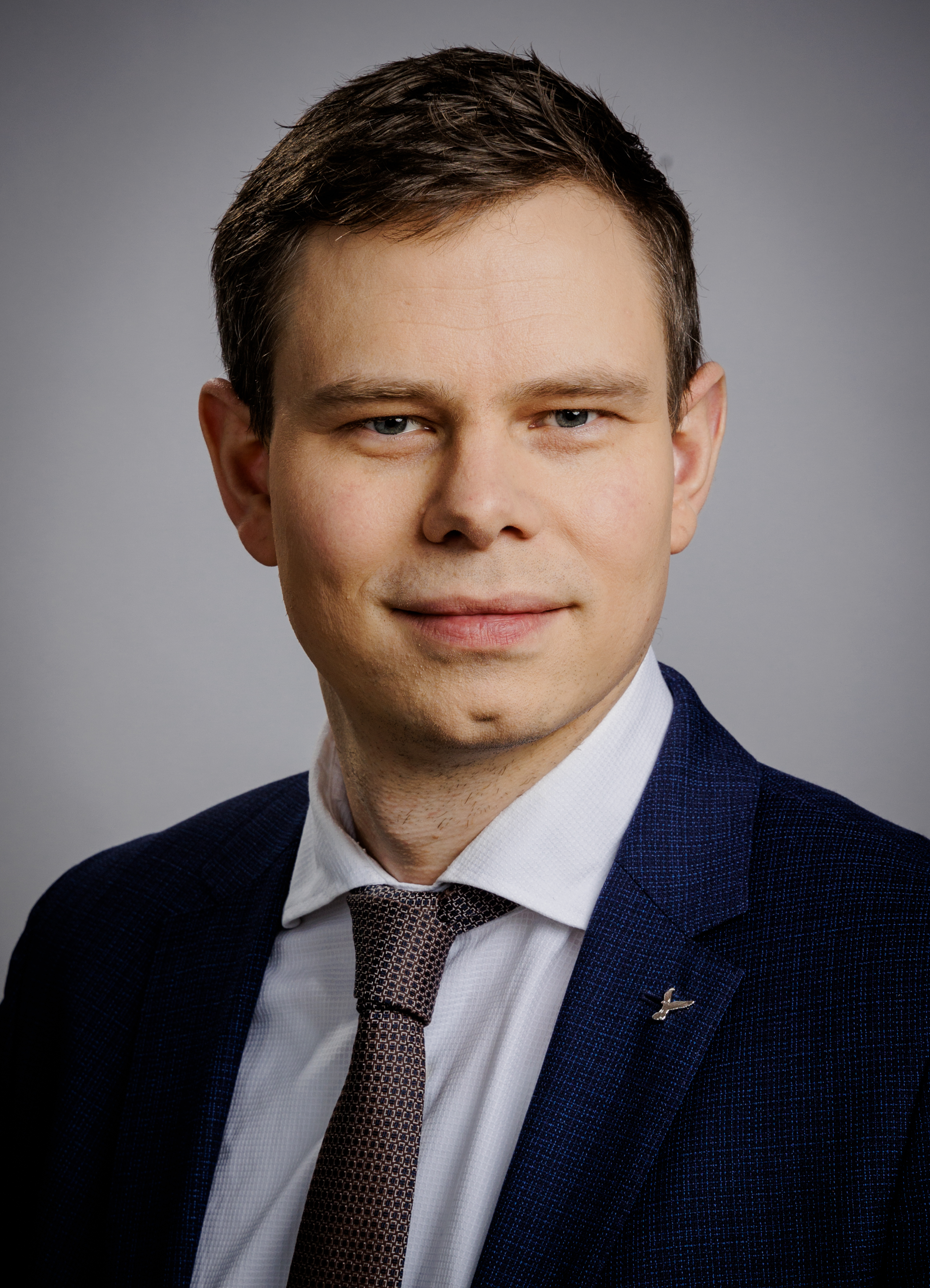
Vilhjálmur Árnason, 2021

Vilhjálmur Árnason (* 29. Oktober 1983 in Sauðárkrókur) ist ein isländischer Politiker (Unabhängigkeitspartei).

## Leben
Vilhjálmur Árnason war als Polizist tätig und gehörte von 2008 bis 2012 dem Vorstand des isländischen Polizistenverbands an. 2013 erhielt er einen Bachelor in Rechtswissenschaft von der Universität Reykjavík.
Seit der isländischen Parlamentswahl vom 27. April 2013 ist Vilhjálmur Abgeordneter des isländischen Parlaments Althing für den Südlichen Wahlkreis. Er gehört dem parlamentarischen Ausschuss für Justizangelegenheiten und Erziehung sowie dem Ausschuss für Umwelt und Verkehrswege an.